# Fototermin

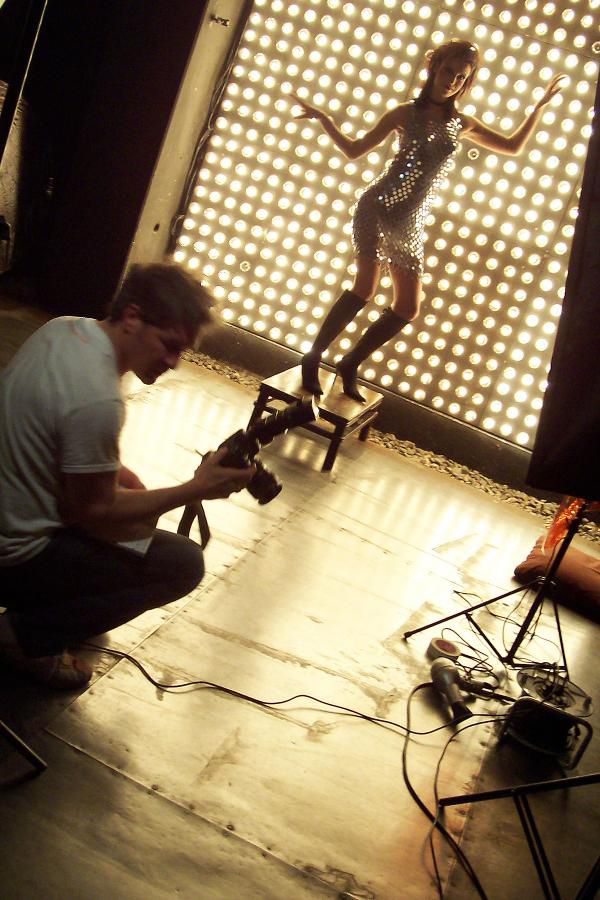
Mode-Fotoshooting in einem Fotostudio

Der Begriff Fototermin (auch Fotoshooting oder Fotoshoot, vom Englischen photo shoot, wörtlich ‚Foto-Schuss‘) bezeichnet in der Werbefotografie und Öffentlichkeitsarbeit einen geplanten und organisierten Zeitabschnitt, in dem Fotos für einen bestimmten Zweck oder Auftrag gemacht werden. 
Bei dem im deutschen Sprachraum auch verwendeten Ausdruck Fotoshooting handelt es sich um einen Scheinanglizismus, denn im Englischen bezeichnet der Begriff shooting keinen Fototermin, sondern eine Schießerei.
Neben dem Fotografen müssen je nach Zweck auch andere Personen und Mittel zu diesem Zeitpunkt eingebunden sein, wie z. B. Models, wenn es um Modefotografie geht, dort oder in der Porträtfotografie bekannter Personen auch Hairstylisten und Visagisten, oder etwa Spezialisten für Food Styling mit dem entsprechenden Material, wenn es sich um Lebensmittelfotografie handelt.